# نموذج تقييم المخاطر
نموذج تقييم المخاطر (بالإنجليزية: risk assessment model)‏هو جزء من نظام لتقييم مخاطر تهديدات أمان الكمبيوتر المستخدمة سابقًا في مايكروسوفت، وقد تخلى عنها منشئوه.  يوفر ذاكرة للتهديدات الأمنية لتصنيف المخاطر باستخدام خمس فئات.

## الفئات هي
- ما مدى سوء الهجوم؟
- قابلية تكرار النتائج - ما مدى سهولة إعادة إنتاج الهجوم؟
- القابلية للاستغلال - ما مقدار العمل المطلوب لشن الهجوم؟
- المستخدمون المصابون - كم عدد الأشخاص الذين سيتأثرون؟
- قابلية التغطية - ما مدى سهولة اكتشاف التهديد؟

عندما يتم تقييم تهديد معين باستخدام نموذج تقييم المخاطر، يتم منح كل فئة تصنيفًا من 1 إلى 10.  يمكن استخدام مجموع كل التصنيفات لقضية معينة لتحديد الأولويات بين القضايا المختلفة.

## النقاش حول قابلية الاكتشاف
يشعر بعض خبراء الأمان أن تضمين عنصر «الاكتشاف» باعتباره العنصر D الأخير يكافئ الأمان من خلال الغموض، لذلك انتقلت بعض المؤسسات إلى مقياس DREAD-D «DREAD ناقص D» (الذي يحذف قابلية الاكتشاف) أو تفترض دائمًا أن قابلية الاكتشاف في حدودها أقصى تقييم.